# Skivsjö
Skivsjö är en småort i Vindelns kommun, vid Skivsjön cirka 25 km sydväst om Vindeln.
I byn finns en lanthandel, bensinpumpar samt ett kapell, Skivsjö kapell.
Till Skivsjöbygden räknas förutom Skivsjö även orterna Sundö, Nyåkerstjärn, Lövö, Strömsjönäs och Sunnansjö samt den övergivna byn Olofsborg.